# Stone Town
Stone Town és el nom turístic, en anglès, pel que és coneguda la ciutat vella (literalment Mji Mkongwe en swahili, el nom local) de la ciutat de Zanzíbar, la principal ciutat de l'illa d'Unguja, a Tanzània. En oposició, la resta de la ciutat és anomenada Ng'ambo (en swahili a l'altre costat).